# Johan Höppener
Johan Höppener, född 24 september 1696 i Borgå, död 25 september 1756, var en svensk handelsman och riksdagsman. 

## Biografi
Johan Höppener föddes 1696 i Borgå. Han arbetade som handelsman i Linköping och var riksdagsledamot vid riksdagen 1740–1741. Höppener avled 1756. Lund avled 1745.
Höppener gifte sig 1721 med Hedvig Jancke. De fick tillsammans sonen skriftställaren Pehr Johan Höppener.